# بلاغ سبز
بلاغ سبز (به لاتین: Bolagh-e Sabz) یک منطقهٔ مسکونی در افغانستان است که در ولایت بامیان واقع شده‌است.